# Драгош (войвода)
Вижте пояснителната страница за други личности с името Драгош.
Драгош (на румънски: Dragoș Vodă) е войвода от Марамуреш, който с унгарска помощ става наместник на историко-географската област останала в историята с името Княжество Молдова.

## Управление
‎Успява да отвоюва тези земи между 1351 – 1353 г. с помощта на унгарския крал Лайош I Велики (Лайош Наги), с цел изтласване на татарите от Златната орда, за да се създаде нов отбранителен рубеж срещу ордата по някоя от големите реки в днешна Украйна. В резултат на военната кампания под предводителството на Драгош монголите се оттеглят на изток от река Днестър.
След Драгош бъдещото формирование Молдова е оглавено от сина му Сас (1354 – 1358) (виж и Саси), а след това и от внука на Драгош – Балк (1359). Той е последния негов наследник (може би по-скоро военен предводител на/в тези земи), след което възниква княжеството на Богдан I, а тази земя на български е обозначавана по негово име като Богдания.
Съгласно легендата за основаването на княжеството Молдова е създадена в резултат на ловуването от Драгош на зубри, откъдето в герба на Молдова е изобразена главата на зубър.